# تييري لانغر
تييري لانغر هو متزحلق بلجيكي، ولد في 24 أكتوبر 1991 في Malmedy ‏ في بلجيكا.

## وصلات خارجية
- تييري لانغر على موقع IBU (الإنجليزية)
- تييري لانغر على موقع الاتحاد الدولي للتزلج (التزلج الريفي) (الإنجليزية)
- تييري لانغر على موقع أوليمبيديا (الإنجليزية)
- تييري لانغر على موقع اللجنة الأولمبية البلجيكية (الهولندية)